# Mark Renshaw
Mark Damien Renshaw (Bathurst, 22 de octubre de 1982) es un deportista australiano que compitió en ciclismo en la modalidad de ruta; aunque también disputó carreras de pista, en las pruebas de persecución.
Ganó dos medallas de oro en el Campeonato Mundial de Ciclismo en Pista en los años 2002 y 2004 participando en el equipo de persecución en las rondas preliminares. Participó en los Juegos Olímpicos de Atenas 2004, ocupando el sexto lugar en la carrera por puntos.
Se retiró de la competición a finales de 2019.

## Medallero internacional
| Campeonato Mundial | Campeonato Mundial    | Campeonato Mundial | Campeonato Mundial      |
| Año                | Lugar                 | Medalla            | Competición             |
| ------------------ | --------------------- | ------------------ | ----------------------- |
| 2002               | Ballerup (Dinamarca)  | Medalla de oro     | Persecución por equipos |
| 2004               | Melbourne (Australia) | Medalla de oro     | Persecución por equipos |

## Biografía
Al igual que muchos ciclistas australianos, Renshaw hizo sus inicios en la pista, siendo tres veces campeón mundial sub-19. Unos años más tarde, en 2002, participó en los Juegos de la Mancomunidad, donde ganó la medalla de oro en persecución por equipos y la de plata en la carrera a los puntos. El mismo año ganó una prueba en la Copa del Mundo de Ciclismo en Pista en la carrera a los puntos.
En el mismo 2002 hizo su debut en el equipo Française des Jeux. Después de un período de adaptación, hizo su primera aparición en carretera en 2005: terminó segundo en el G. P. Denain, por detrás de Jimmy Casper.
Renshaw deja la Française des Jeux por el equipo Crédit agricole. En el seno de este equipo gana su primera victoria profesional en 2006 en el Tro Bro Leon. Después de asistir a su primera gran vuelta, la Vuelta a España, hace un buen Circuito Franco-Belga, terminando segundo en los dos esprints masivos, cada vez superado por Heinrich Haussler. En 2007 es de nuevo segundo en el G. P. Denain y también es segundo del Tour de Vendée. Dos semanas más tarde, ganó la segunda etapa del Tour de Picardie, su segunda victoria. Después de su segunda Vuelta a España, hace bien otro Circuito Franco-Belga, terminando en sexto lugar.
La revelación de Renshaw viene en 2008. Ganó la primera etapa del Tour Down Under, portando por un día el maillot de líder. El 7 de septiembre consigue el segundo lugar en la Vattenfall Cyclassics, por detrás de su compatriota Robbie McEwen. Este resultado y su victoria de etapa en el Circuito Franco-Belga le abren las puertas del equipo Team HTC-Columbia.
En 2009 se unió al equipo Team Columbia-HTC, convirtiéndose en compañero de equipo de Mark Cavendish. En el Giro de Italia contribuye a 4 de la 5 victorias para el equipo Columbia, 3 de Cavendish y uno en contrarreloj por equipos. En el Tour de Francia es el lanzador de Cavendish, consiguiéndole 6 victorias y ocupando el segundo lugar detrás de Cavendish en la 21.ª etapa.
El 15 de julio de 2010, en la 11.ª etapa del Tour de Francia, quedó excluido del Tour por conducta peligrosa después de golpear con el casco a Julian Dean y evitar que Tyler Farrar pudiera moverse para ganar al esprint.

## Palmarés en pista
| 2001 - Clasificación general del kilómetro 2002 - Oro en la carrera a los puntos en Sídney - Plata en persecución por equipos en Sídney - Plata en americana en Sídney - Bronce en americana en Moscú 2003 - Oro en la carrera a los puntos en Cap 2004 - Oro en scratch en Mánchester | Manchester 2002 - Medalla de oro en persecución por equipos (con Graeme Brown, Peter Dawson y Luke Roberts) - Medalla de plata en la carrera a los puntos |

## Palmarés en ruta
| 2006 - Tro Bro Leon 2007 - 1 etapa del Tour de Picardie 2008 - 1 etapa del Tour Down Under - 1 etapa del Circuito Franco-Belga 2010 - 1 etapa de la Vuelta a Dinamarca 2011 - Tour de Catar, más 1 etapa - 1 etapa de la Vuelta a Gran Bretaña | 2012 - 1 etapa del Tour de Turquía 2013 - Clásica de Almería - 1 etapa del Eneco Tour 2014 - 1 etapa de la Vuelta a Gran Bretaña |

## Resultados en Grandes Vueltas y Campeonatos del Mundo
Durante su carrera deportiva consiguió los siguientes puestos en las Grandes Vueltas y en los Campeonatos del Mundo en carretera:
| Carrera         | Carrera         | 2004 | 2005  | 2006 | 2007  | 2008 | 2009  | 2010 | 2011  | 2012 | 2013 | 2014  | 2015 | 2016 | 2017  | 2018  | 2019 |
| --------------- | --------------- | ---- | ----- | ---- | ----- | ---- | ----- | ---- | ----- | ---- | ---- | ----- | ---- | ---- | ----- | ----- | ---- |
|                 | Giro de Italia  | —    | 144.º | —    | —     | —    | Ab.   | —    | Ab.   | Ab.  | —    | —     | —    | —    | —     | —     | Ab.  |
|                 | Tour de Francia | —    | —     | —    | —     | Ab.  | 149.º | Ab.  | 163.º | Ab.  | —    | 142.º | Ab.  | Ab.  | F. c. | F. c. | —    |
|                 | Vuelta a España | —    | —     | Ab.  | 144.º | —    | —     | —    | —     | —    | —    | —     | —    | —    | —     | —     | —    |
| Mundial en Ruta | Mundial en Ruta | —    | —     | —    | —     | —    | —     | —    | —     | —    | —    | —     | —    | Ab.  | —     | —     | —    |

—: no participa

F. c.: descalificado por "fuera de control"

Ab.: abandono

## Equipos
- Française des Jeux (2004-2005)
- Crédit agricole (2006-2008)
- Team Columbia/High Road/HTC (2009-2011)
  - Team Columbia-High Road (2009)[5]
  - Team Columbia-HTC (2009)
  - Team HTC-Columbia (2010)
  - HTC-Highroad (2011)
- Rabobank/Blanco/Belkin  (2012-2013)
  - Rabobank (2012)
  - Blanco Pro Cycling (2013)[5]
  - Belkin-Pro Cycling Team (2013)
- Omega Pharma/Etixx (2014-2015)
  - Omega Pharma-Quick Step (2014)
  - Etixx-Quick Step (2015)
- Dimension Data (2016-2019)